# Botgörarna (roman)
Botgörarna är en roman av Ian Rankin, utgiven i Storbritannien år 2001. Engelska originalets titel är Resurrection Men. Hans Lindeberg översatte romanen till svenska 2004. Romanen är den trettonde i serien om kommissarie Rebus.

## Handling
Rebus och hans kollegor har kört fast i en utredning och i ren frustration kastar Rebus en tekopp mot sin chef Gill Templer vilket gör att han som straff skickas till polisskolan i Tuliallan. Denna skola utbildar inte bara unga rekryter utan håller även kurser för äldre poliser med bristande respekt för auktoriteter. Jämte Rebus samlas ytterligare ett halvdussin kollegor med liknande problem vilka skämtsamt kallar sig "Det vilda gänget". I kursen ingår att titta närmare på ett verkligt men olöst mord på en småtjuv. Samtidigt fortsätter Rebus kollegor den tröga utredningen av mordet på konsthandlaren Marber. Efterhand börjar vissa lösa trådar mellan dessa båda mord att finna varandra och i bakgrunden skymtar även Edinburghs brottskung, "Big Ger" Gafferty. Rebus kollega, Siobhan Clarke, kommer även att bevittna ett brutalt mord vilket skakar om henne. Samtidigt måste hon även hantera den efterhängsne Derek Linford (från romanen När mörkret faller) som ironiskt nog vikarierar för Rebus. Rebus vistelse på Tuliallan blir efterhand mer och mer komplicerad och han dras även in i märkliga förhandlingar med Gaffertys handgångne man "Vesslan". Som ofta innehåller även denna roman många musikaliska referenser (huvudsakligen till skotska grupper och artister) samt skildrar ett stort antal pubar i Edinburgh.